# Ахмедова, Зейнаб Усуб кызы
Зейнаб Усуб кызы Ахмедова (азерб. Zeynəb Usub qızı Əhmədova; 10 ноября 1911, Джеванширский уезд — 1 августа 1985, Мир-Баширский район) — советский азербайджанский хлопковод, Герой Социалистического Труда (1949).

## Биография
Родилась 10 ноября 1911 года в селе Баяндур Джеванширского уезда Елизаветпольской губернии (ныне Тертерский район Азербайджана).
С 1929 года колхозница, с 1939 года звеньевая и бригадир колхоза «28 апреля» (бывший «III Интернационал»), с 1964 год рабочая гранатоводческого совхоза, с 1971 года воспитательница в детском саду. В 1948 году получила урожай хлопка 88,7 центнеров с гектара на площади 6 гектаров. Применяла новые методы селекции, результатом чего стало получение кустов в 350 хлопковыми коробочками на каждом, один из кустов был привезен в Москву на ВДНХ.
С 1977 года пенсионер союзного значения.
Указом Президиума Верховного Совета СССР от 1 июля 1949 года за получение в 1948 году высоких урожаев хлопка Ахмедовой Зейнаб Усуб кызы присвоено звание Героя Социалистического Труда с вручением ордена Ленина и золотой медали «Серп и Молот».
Активно участвовала в общественной жизни Азербайджана. Член КПСС с 1946 года. Член Мир-Баширского районного комитета партии, делегат 2 конференций райкома. Избиралась депутатом в сельский и районный Советы.
Скончалась 1 августа 1985 года в родном селе.
Именем названа улица в городе Тертер.